# Lista de imperatrizes latinas
A imperatriz do Império Latino ou imperatriz latina de Constantinopla era a consorte do imperador do Império Latino que se formou depois da conquista de Constantinopla pela Quarta Cruzada em 1204. O posto existiu até a reconquista de Constantinopla em 1261 pelo Império de Niceia que restaurou o Império Bizantino. 

## Lista
| Imagem | Nome                  | Pai                                   | Nascimento    | Casamento              | Tornou-se imperatriz    | Deixou de ser imperatriz                    | Morte                    | Marido          |
| ------ | --------------------- | ------------------------------------- | ------------- | ---------------------- | ----------------------- | ------------------------------------------- | ------------------------ | --------------- |
|        | Maria de Champanhe    | Henrique I de Champanhe (Blois)       | 1174          | 6 de janeiro de 1186   | 9 de maio de 1204       | 9 de agosto de 1204                         | 9 de agosto de 1204      | Balduíno I      |
|        | Inês de Monferrato    | Bonifácio I de Monferrato (Aleramici) | 1187          | 4 de fevereiro de 1207 | 4 de fevereiro de 1207  | 1207/1208                                   | 1207/1208                | Henrique        |
|        | Maria da Bulgária     | Joanitzes da Bulgária (Asen)          | -             | 1213                   | 1213                    | Depois de 1216                              | Depois de 1216           | Henrique        |
|        | Iolanda de Flandres   | Balduíno V de Hainaut (Hainaut)       | 1175          | 1 de julho de 1193     | 1216 Ascensão do marido | Depois de junho de 1219 Morte do marido     | 24/26 de agosto de 1219  | Pedro           |
|        | "Senhora de Neuville" | Balduíno de Neuville em Artois        | 1175          | 1227                   | 1227                    | 1228                                        | 1228                     | Roberto         |
|        | Berengária de Leão    | Afonso IX de Leão (Anscáridas)        | 1204          | 1224                   | 1229 Ascensão do marido | 12 de abril de 1237                         | 12 de abril de 1237      | João de Brienne |
|        | Maria de Brienne      | João de Brienne (Brienne)             | Abril de 1225 | 1234                   | 1234                    | 25 de julho de 1261 Queda de Constantinopla | Depois 5 de maio de 1275 | Balduíno II     |